# Тригузово
Тригузово (рос. Тригузово) — присілок в Опочецькому районі Псковської області Російської Федерації.
Населення становить 15 осіб. Входить до складу муніципального утворення Варигинська волость.

## Історія
Від 2015 року входить до складу муніципального утворення Варигинська волость.

## Населення
| 2001 | 2002 | 2010 | 2014 | 2015 | 2016 |
| ---- | ---- | ---- | ---- | ---- | ---- |
| 12   | ↗16  | ↘13  | ↗15  | →15  | →15  |